# Monsueto
Monsueto Campos de Menezes, mieux connu comme Monsueto ou Monsueto Menezes (Rio de Janeiro, 4 novembre 1924 – Rio de Janeiro, 17 mars 1973), est un sambista, chanteur, compositeur, batteur, peintre et acteur brésilien.
Il faisait partie de l'école de samba de morro (samba de la colline, c'est-à-dire samba des favelas) et a contribué à la populariser avec d'autres artistes tels que Cartola, Nelson Cavaquinho, Clementina de Jesus, Silas de Oliveira (pt), Mano Décio da Viola (pt), et Zé Keti. Sa production musicale, bien que modeste, est considérée comme très précieuse pour l'histoire de la musique brésilienne.

## Carrière
Né à Gávea mais élevé dans la favela Morro do Pinto, Monsueto devient orphelin à l'âge de trois ans et est élevé par sa grand-mère et sa tante. Il commence à jouer de la batterie vers l'âge de 15 ans et, au cours des années 1940, il joue dans divers groupes, dont l'Orquestra de Copinha, qui se produit au Copacabana Palace Hotel.
Au début des années 1950, nombre de ses compositions sont enregistrées par d'autres artistes et, à la fin des années 1950, il apparaît au cinéma et à la télévision et réalise ses propres enregistrements. Plus tard, il connaît le succès en tant que peintre, se distinguant dans l'art naïf.

## Influence
Après avoir perdu en popularité, Monsueto est « redécouvert » à la fin des années 1960, à commencer par la reprise par Maria Bethânia de sa chanson Mora na filosofia. Deux albums légendaires enregistrés dans les années 1970 (Clube da Esquina de Milton Nascimento et al. et Transa de Caetano Veloso), élus respectivement numéro 7 et numéro 10 sur la liste Rolling Stone Brésil des plus grands albums brésiliens de tous les temps) présentent les compositions de Monsueto. Caetano Veloso a interprété une version inspirée du rock and roll de la chanson que sa sœur avait précédemment reprise, Mora no filosofia, sur Transa, tandis que Milton interprétait Me deixa em paz avec Alaíde Costa sur Clube da Esquina. Caetano a également interprété la chanson de Monsueto Eu quero essa mulher sur Araçá azul, la suite de Transa.

## Discographie

### 78 tours
- O sucesso está na cara/Larga o meu pé (Monsueto, 1964)
- Chica da Silva/Mané João (Odeon, 1963)
- Sambamba/Retrato de Cabral (Orion, 1963)
- Ajudai o próximo/Eu quero essa mulher assim mesmo (Odeon, 1961)
- Prova real/Bola branca (Copacabana, 1957)
- Nega Pompéia/Q. G. do samba (Mocambo, 1955)

### LP
- Mora na Filosofia dos Sambas de Monsueto (Odeon, 1962)

## Filmographie
En parallèle de sa carrière dans la musique, Monsueto fait plusieurs apparitions au cinéma ou à la télévision :
- Treze Cadeiras (1957)
- Na Corda Bamba (1958)
- Briga, Mulher et Samba (1960)
- Favela (1961)
- Tercer mundo (1962
- Die goldene Göttin vom Rio Beni (Les Aventuriers de la jungle, non-crédité, 1964)
- La Leona (telenovela mexicaine, 1964)
- O Rei da Pilantragem (1968)
- Les Dieux et les Morts (1970)
- Salário Mínimo (1970)
- A Hora e a Vez do Samba (1971)
- O Forte (1974)